# Hertelendy György (alispán)
Hertelendi és vindornyalaki Hertelendy György (Vindornyalak, Zala vármegye, 1764. november 7. – Vindornyalak, 1831. október 28.), Zala vármegye alispánja, táblabírája, földbirtokos.

A hertelendi és vindornyalaki Hertelendy család címere

## Családja és származása
Az ősrégi nemesi hertelendi és vindornyalaki Hertelendy család sarja. Apja Hertelendy György (1721–1780), a szántói járásának főszolgabírája, anyja, a szintén zalai tekintélyes nemesi forintosházi Forintos család leszármazottja, forintosházi Forintos Julianna (1725–1782) asszony volt. Az apai nagyszülei Hertelendy György, földbirtokos és nemes Péter Ilona voltak. Az anyai nagyszülei forintosházi Forintos Zsigmond (1684–1744), földbirtokos, a szántói járás főszolgabírója, földbirtokos és keményegerszegi Kemény Orsolya voltak. Fivére Hertelendy Mihály (1754-1810), szerémi követ, királyi tanácsos, akinek a fia, hertelendi és vindornyalaki Hertelendy Károly (1786–1861) országgyűlési követ, főszolgabíró, Zala vármegye alispánja volt.

## Élete
Ifjabb Hertelendy György 1778-ban lépett be a Győri királyi Jogakadémiára, amelyről sikeresen diplomázott le. Jogi tanulmányainak befejezése után Ukkon telepedett le, ahol családot alapított. Hertelendy György 26 évesen kezdte hivatalosan a vármegyét szolgálni: 1790. április 7. és 1798. június 19. között a szántói járás alszolgabírája volt, majd 1801. május 26.-ától 1804. június 4.-ig Zala vármegye főadószedője lett. 1808-tól Deák Ferencnek és testvéreinek a gyámja volt; sikerült is megakadályoznia, hogy a hitelezők kiforgassák birtokaikból az eladósodott családot. Később, a reformkorban, a liberális érzelmű mezőszegedi Szegedy Ferenc zalai alispán támogatását élvezve, Hertelendy Györgyöt első alispánná választották. 1819. július 5. és 1828. június 8. között Zala vármegye első alispánjaként tevékenykedett, mellette domjánszegi Dómján József másodalispánként munkálkodott. Alispánként országos, sőt nemzetközi hírnevet szerzett: 1822-1823-ban Zala vármegye az ő vezetésével tagadta meg a törvénytelen adóztatás és újoncozás végrehajtását. Az osztrák abszolutizmussal szemben tanúsított következetes ellenállásával nagy tekintélyt és megbecsülést vívott ki magának. Zala vármegyét az ő fellépésétől kezdődően számították az ellenzéki vármegyék sorába.
A laki templomnak orgonát, és egy nagyobb harangot ajándékozott, valamint 6 000 forintot hagyott "a templom födelének fönntartására, s tatarozására, részint amennyiben ide meg nem kívántatna, a káplán fizetésére s tartására rendelt járandóságok pótlására".

## Házasságai és leszármazottjai
Első felesége, barkóczi Rosty Petronella (*Szentlőrinc, 1770. november 11.–†Vindornyalak, 1792. április 13.) asszony, akivel 1790. január 10.-én kötött házasságot Kámon. A menyasszony szülei idősebb barkóczi Rosty Lajos (1731–1780), földbirtokos, a herceg és gróf Batthyányiak javainak kormányzója és bajáki Bajáky Anna (1736–1787) asszony voltak. Az apai nagyszülei barkóczi Rosty Miklós (†1739), huszárkapitány, kerületi táblai ülnök, kőszegi lakos, és jakabházi Sallér Teréz (1684–1757) voltak. Az anyai nagyszülei bajáki Bajáky Mihály (1671-1734) vasi főszolgabíró, földbirtokos és niczki Niczky Mária (1698-1759) voltak. A menyasszonynak az egyik fivére ifjabb barkóczi Rosty Lajos (1769–1839) cs. kir. kapitány, úttörő a pezsgőkészítésben Magyarországban, tisztelt az egyik legelsőként az itthoni pezsgőgyártásban; leánytestvére Rosty Katalin (1776–1836), akinek a férje nemes Oszterhueber Ferenc (1751–1835) Zala vármegye alispánja, földbirtokos volt. Hertelendy György és Rosty Petronella frigyéből született:
- Hertelendy Julianna (*Vindornyalak, 1791. január 4.–†?). Férje: szentgyörgyi Horváth Imre (Ukk, 1780. október 23.–Zalahosszúfalu, 1859. október 11.).
- Hertelendy József (*Vindornyalak, 1792. március 12.–†Vindornyalak, 1792. március 13.)

Rosty Petronella alig egy hónappal a második szülés után elhunyt. Hamarosan Hertelendy György újra házasodott meg: 1793. október 6.-án Ukkon vette el szentgyörgyi Horváth Anna (Ukk, 1777. április 21.–Ukk, 1866.) kisasszonyt, akinek a szülei szentgyörgyi Horváth Ferenc (1746-1808), földbirtokos és Oszterhuber Anna (†1794) voltak. Az apai nagyszülei szentgyörgyi Horváth Ferenc (1706–1748), Vas vármegye alispánja, földbirtokos, és királydaróczi Daróczy Franciska (1714–1775) voltak. Az anyai nagyszülei nemes Oszterhuber György, földbirtokos és a nyírlaki Tarányi családból való nyírlaki Tarányi Anna (1724–1788) voltak. Hertelendy György és szentgyörgyi Horváth Anna házasságából született:
- Hertelendy Imre (*Vindornyalak, 1794. november 4.–†Keszthely, 1850. október 27.) Zala vármegye főszolgabírája, táblabíró, földbirtokos. Felesége: nyírlaki Oszterhuber Magdolna (Sümeg, 1797. január 1.–Mihályfa, 1883. augusztus 30.).[5]
- Hertelendy Anna (*Vindornyalak, 1797. január 30.–†Gógánfa, 1829. augusztus 14.). Férje: ócsai és czifferi Fűzik Ignác (*Gógánfa, 1790. december 28.–†Gógánfa, 1855. december 9.)
- Hertelendy Zsuzsanna (*Vindornyalak, 1798. január 15.–†Vindornyalak, 1798. január 19.)
- Hertelendy Klára (*Vindornyalak, 1799. augusztus 10.–†Csabrendek, 1874. október 17.). Férje: nyírlaki Oszterhuber György (*Sümeg, 1790. július 31.–†Csabrendek, 1868. szeptember 29.), földbirtokos.
- Hertelendy Ferenc (*Vindornyalak, 1800. szeptember 15.–†Mihályfa, 1893. február 14.). Felesége: boronkai és bezettei Boronkay Mária (*Kutas, 1809. május 30.–†Pápa, 1871. augusztus 1.).
- Hertelendy György (*Vindornyalak, 1803. április 3.–†Sümeg, 1867. október 17.), országgyűlési képviselő, földbirtokos. Felesége: méhkerti Milkovics Mária (*Ács, 1803. szeptember 9.–†Sümeg, 1870. április 25.)
- Hertelendy János (*Vindornyalak, 1804. június 22.–†Vindornyalak, 1805. szeptember 27.)
- Hertelendy Judit (*Vindornyalak, 1808. január 25.–†?)